# روبرتو كارلوس بينيا
روبرتو كارلوس بينيا (بالإسبانية: Roberto Carlos Peña) (1 مارس 1984 بكالي في كولومبيا - ) هو لاعب كرة قدم كولومبي في مركز الدفاع. لعب مع ديبورتيس كوينديو وDeportivo Marquense ‏ ونادي سانتانيكوس أسوشيتد وDeportivo Coatepeque ‏.

## وصلات خارجية
- روبرتو كارلوس بينيا على موقع قاعدة بيانات كرة القدم.إي يو (الإنجليزية)
- روبرتو كارلوس بينيا على موقع Soccerway.com (الإنجليزية)